# Girolamo Buonvisi

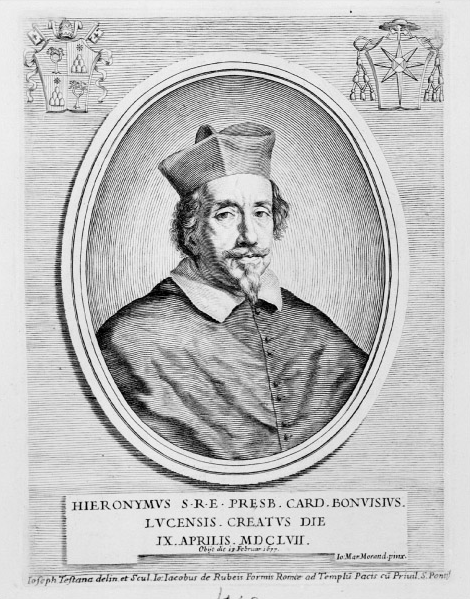
Girolamo Kardinal Buonvisi

Girolamo Buonvisi (* 12. Mai 1607 in Lucca; † 21. Februar 1677 ebenda) war ein italienischer Kardinal der Römischen Kirche.
Buonvisi wurde am 17. Juli 1651 zum Titularerzbischof von Laodicea in Phrygia ernannt. Marcantonio Franciotti, ehemaliger Bischof von Lucca, spendete ihm am 30. Juli 1651 die Bischofsweihe. Mitkonsekratoren waren Giambattista Spada, Titularpatriarch von Konstantinopel, und Carlo Carafa della Spina CR, Bischof von Aversa. Im Konsistorium vom 9. April 1657 erhob Papst Alexander VII. ihn zum Kardinal und wies ihm am 23. April 1657 die Titelkirche San Girolamo dei Croati zu. Am 28. Mai 1657 wurde er zum Erzbischof ad personam von Lucca ernannt.
Buonvisi nahm an den Konklaven 1667, 1669–1670 und 1676 teil.